# Manuel Caetano de Oliveira Passos
Manuel Caetano de Oliveira Passos (Cruz das Almas, 25 de novembro de 1842 – Cruz das Almas,14 de janeiro de 1905) foi um advogado, delegado, constituinte e político brasileiro.
Elegeu-se à Assembléia Legislativa Provincial da Bahia, no cargo de deputado provincial aos 21 anos, em 1866. Conseguiu sua reeleição em 1868, nas 16° e 17° legislaturas.
Bacharel pela Faculdade de Direito do Recife em 1864, profissão que exerceu na capital baiana, Salvador, como promotor público. Além de em 1889 durante o governo do presidente provincial José Luís de Almeida Couto, ter sido o chefe da polícia na província da Bahia. Sendo tirado de sua função dia 14 de janeiro de 1889, dia que antecedeu a proclamação da república brasileira.
Na recém-instaurada república brasileira, a qual carecia de uma constituição (Constituição de 1824 vigente). Manuel compôs a Assembléia Constituinte, que promulgou em 1891, durante o governo Deodoro da Fonseca, a segunda constituição brasileira. O que impulsionou sua candidatura ao cargo de deputado federal, onde cumpriu 3 cargos (1894-1902).
Não há registros da participação de Manuel Caetano na política municipal.

## Genealogia
Manuel Caetano é filho do Coronel Manuel Caetano Oliveira Passos "o velho" e Balbina Maria do Amor Divino. É irmão dos também políticos e deputados estaduais Trasíbulo da Rocha Passos, e Themistocles da Rocha Passos
Seu nome é inspiração para o filho de seu irmão Themistocles, Manoel Caetano da Rocha Passos, que seguiu o legado familiar, sendo deputado.

## Legado
Seu nome, juntamente aos seus homônimos (pai e sobrinho) foi homenageado em uma rua no centro de sua cidade natal, Cruz das Almas.